# 而部
而部，為漢字索引中的部首之一，康熙字典214個部首中的第一百二十六個（六劃的則為第九個）。在傳統漢字與中文簡化字中，其都被歸為六劃部首。而部以上、下、左方為部字。且無其他部首可用者將部首歸為而部。

## 部首單字解釋
1.鬚、頰毛。見說文。
2.你、你們。
3.連接詞⑴如果。⑵則、於是。⑶且、又。⑷猶、尚且。
4.助詞。⑴相當於之。⑵相當於兮。

## 字形

甲骨文
金文
大篆
小篆

## 字例
（依Unicode排名）
| 除部首外之筆劃 | 字例           |
| -------------- | -------------- |
| 0              | 而             |
| 3              | 䎠䎟耍耎耏耐耑 |
| 4              | 䎡             |
| 9              | 𦓜             |
| 11             | 𦓡             |